# Filkins and Broughton Poggs
Filkins and Broughton Poggs är en civil parish i Storbritannien.   Den ligger i grevskapet Oxfordshire och riksdelen England, i den södra delen av landet, 110 km väster om huvudstaden London.